# Béke városrész (Dunaújváros)
Béke városrész (Dunaújváros) megépítésére az 1970-es években került sor, mert a város kinőtte időközben magát a belterületek után. Ebben a városrészben van a Bagolyvár is.
A Béke városrész három részből áll, a Béke I. városrészből, a Béke II. városrészből, a Béke III. épületegyüttesből. Előbbi az Állomás út kertváros nyugati oldalánál épült ki.
Sávházak alkotják meg a tereket. Helyet kapott egy garázssor is a területen, ami eléggé üres és nem megoldott. Fákat ültettek a garázsok mellé, azok takarnak, árnyékolnak, javítanak a látképén.
Bánhegyi Károly 1992-es tervei határozzák meg az Óváros és a Vasmű út közötti területet (VII. jelű), ide kerültek az eddigi legkésőbbi épületek.
Dunaújváros Béke II. városrésze majdnem fedi a Római tábor városnegyedet. 1978-as tervek alapján megfelelőképpen előre kigondolt nyugati részt bővítik.
Többed magával Bánhelyi Károly dolgozott az épületek megrajzolásánál. 45 hektáros földre épült, megközelítőleg 10.000 fő részére 2500 lakás szerepelt a megvalósítandó célok között.
1980-as években üzletpavilont húztak fel. A központban szerepelt volna még egy épület, ami nem került megvalósításra. Ezért nem teljes a központi mag.
A Béke III. épületegyüttes a Béke körút nyugati részén álló paneleket foglalja magába. Egy szolgáltatóház és két üzletpavilonba mehetnek be az érdeklődők.
A művészet jelenléte nem jellemzi a "későbbi" Béke városrészt, van mit fejlődni. H alaprajzú épületet is találunk a Béke városrészben, függőfolyosó, külső lépcsőház jellemzi, aminek a tető részét is beépítették.
A családi házaknál jellemzően Bramac alpesi tetőfedést használtak.